# 东方瓜馥木
东方瓜馥木（学名：Fissistigma tungfangense）是番荔枝科瓜馥木属的植物，是中国的特有植物。分布于中国大陆的海南等地，一般生长在山地疏林中，目前尚未由人工引种栽培。